# تالاي (كوينزلاند)
تالاي هي إحدى ضواحي مدينة غولد كوست في كوينزلاند في أستراليا. بلغ عدد سكان تالاي 4150 نسمة حسب إحصاءات عام 2016.